# Daizee Haze
Pour l’article homonyme, voir Sharp.
Emily Sharp (née le 11 mai 1983 à Cape Girardeau, Missouri) est une catcheuse américaine connue sous le nom de ring de Daizee Haze. Au cours de sa carrière, elle travaille à la Ring of Honor, la Chikara ainsi qu'à la Shimmer Women Athletes.

## Débuts (2002-...)
Sharp commence sa carrière de catcheuse sous le nom de Daizee Haze dans le Missouri à la Gateway Championship Wrestling le 12 avril 2002 où avec Johnny Greenpeace elle remporte un match par équipe face à Super Castaldi and et Castaldi #4.
Le 22 février 2003, elle participe à l'enregistrement de TNA Xplosion produite par la Total Nonstop Action Wrestling où elle bat MsChif (en). Elle revient dans cette fédération le 6 puis le 27 juillet où elle perd ses deux matchs : d'abord un match par équipe avec Matt Sydal face à Alexis Laree et Julio DiNero puis un match simple face à Nurse Veronica,.
Elle travaille ensuite fréquemment à l'Independent Wrestling Association Mid-South (en) (IWA Mid-South).